# Belle Kreilssamner
Pour les articles homonymes, voir Serre (homonymie).
Belle Kreilssamner, dite aussi Belle Krelsamer, née Bèle Gresshammaer le 6 mars 1800 (15 ventôse de l'an VIII) à Lyon et morte le 6 juin 1875 à Paris, est une comédienne française.
Elle a utilisé les noms de scène Mlle Serre puis Mélanie Serre.
En dehors de sa carrière artistique, elle est connue pour avoir été la maîtresse du romancier Alexandre Dumas et la mère de sa fille Marie Alexandrine.

## Biographie

### Jeunesse et famille
Belle Kreilssamner naît à Lyon en 1800, fille d'un couple juif alsacien, Cerf Greilsamer, marchand,  et Zippert Hisrch, mariés le 4 septembre 1794 (18 fructidor de l'an II) à Horbourg. À l'état civil, elle est enregistrée sous le prénom Bèle, fille de Cerf Gresshammaer, marchand, et de Sipore, son épouse, établis place Confort.
En 1808, le père, désormais colporteur et résidant 51, rue Paradis, déclare avoir quatre filles, toutes nées à Lyon : Marie, née le 15 août 1795 (28 thermidor de l'an III) ; Fillette (dite aussi Finette), née le 28 novembre 1797 (8 frimaire de l'an VI) ; Bèle, née le 6 mars 1800 (15 ventôse de l'an VIII) ; Esther Cerf, née le 29 mai 1802 (9 prairial de l'an X).
Par un jugement du tribunal civil de Lyon en date du 28 juin 1810, transcrit le 11 juillet suivant à la mairie du 1er arrondissement, plusieurs rectifications sont apportées à l'acte de naissance de Bèle : le patronyme du père est Kreilssamner, l'identité de la mère est Zuber Hirtz et le prénom de l'enfant est Belle.
Zuber Hirtz est dite décédée lorsque sa fille Finette se marie à Lyon en octobre 1813, à l'âge de 15 ans. Cerf Kreilssamner meurt, veuf, en 1833 à Fontainebleau.

### Parcours
Belle Kreilssamner débute dans le demi-monde parisien au milieu des années 1820, sous l'influence de sa sœur Finette. Celle-ci, devenue mère d'une fille en 1815 à Lyon, est installée au début des années 1820 à Paris — 16, rue de l’Échiquier — où elle se fait appeler Fanny Krelsamer.   
Le 2 novembre 1825, Belle Kreilssamner met au monde un garçon prénommé Jean Paul, enregistré sous le nom du père, nommé Nanutal Krelsamier selon l'état civil parisien reconstitué. Devenue la protégée de l'administrateur de la Comédie-française, le baron Taylor, Belle Kreilssamner commence à répéter sur la scène du Français en 1827, sous le nom de Mlle Serre, pour les rôles de Célimène du Misanthrope et d'Elmire du Tartuffe. Enceinte de Taylor, elle s'éloigne de Paris pour passer sa grossesse à Toulouse et, le 12 février 1828, y accouche d'une fille. Le lendemain, elle dépose au tour d'abandon de l'Hôtel-Dieu son enfant qui est enregistrée à l'état civil sous le nom de Mélanie Adèle Graie. Prise de remords, Belle Kreilssamner se présente deux mois tard pour faire une déclaration selon laquelle « le 12 février dernier, il lui est née une fille, dans la maison du sieur Laniès, docteur en chirurgie ». Le 22 avril suivant, elle la reconnaît comme sa fille naturelle.   
Grâce à l'appui de Taylor, Belle Kreilssamner débute officiellement au Français en juillet 1828, dans l'emploi de « grande coquette »,, avec les rôles d'Elmire dans Tartuffe et d'Armande dans Les Femmes savantes. Elle semble avoir joué dans moins d'une dizaine de pièces jusqu'en 1830. N'ayant pas vraiment séduit le public parisien, elle trouve une consolation en créant à Marseille en juillet 1829 le rôle de la duchesse de Guise dans la pièce Henri III et sa cour de Dumas. En mai 1830, elle fait la rencontre du romancier par l'intermédiaire de Firmin, tandis qu'elle reprend le rôle dans un théâtre de Versailles,. Dumas entretient alors, et depuis trois ans, une liaison avec Mélanie Waldor,. Fin juin 1830, Dumas rompt avec sa maîtresse et entame une relation avec Belle Kreilssamner, qui vit alors 7, rue de l'Université,. Dans ses Mémoires, il la décrit ainsi : « [elle] avait des cheveux noirs de jais, des yeux azurés et profonds, un nez droit comme celui de la Vénus de Milo et des perles au lieu de dents ». Le 5 mars 1831 naît leur fille naturelle Marie Alexandrine — avec le nom Marie pour lui tenir lieu de nom de famille — qu'ils reconnaissent deux jours plus tard. Dix jours après, Belle Kreilssamner persuade Dumas de reconnaître aussi Alexandre, le fils naturel qu'il a eu en 1824 avec la couturière Laure Labay.  
Tandis que Marie Alexandrine est placée dès ses premiers jours en nourrice, ses parents séjournent un temps à Trouville, avant de s'établir dans un appartement au 42, rue Saint-Lazare avec Alexandre fils. En juillet 1832, le couple quitte à nouveau Paris où sévit l'épidémie de choléra, pour un voyage de trois mois jusqu'en Italie. Tout le temps de leur liaison, Alexandre Dumas s'éprend d'autres femmes, notamment des actrices Marie Dorval et Ida Ferrier. En 1833, Belle Kreilssamner, comprenant qu'elle est désormais supplantée par Ida Ferrier, choisit de renoncer à sa position de maîtresse.
Ida Ferrier et Alexandre Dumas vivent une relation tumultueuse, jalonnée de disputes et d'infidélités. Après avoir été placée en nourrice, Marie Alexandrine est confiée aux soins d'Ida Ferrier, qui semble partager avec elle une affection sincère. Malgré leurs conflits, les amants se marient le 5 février 1840 à la mairie du 1er arrondissement et la cérémonie religieuse a lieu à l'église Saint-Roch. Plusieurs proches de Dumas réagissent très mal à cette union, parmi lesquels son fils Alexandre, Mélanie Waldor et Belle Kreilssamner. Peu après, Marceline Desbordes-Valmore confie à son mari : « Madame Serre est venue s'évanouir à la maison. Elle va plaider pour se faire rendre sa fille. » Mais Belle Kreilssamner ne reprend pas Marie Alexandrine.
En 1840, les Dumas s'établissent à Florence, mais l'écrivain s'absente fréquemment pour retourner en Franceet Ida Ferrier continue d'élever en partie Marie Alexandrine. Le couple se sépare finalement à l'amiable en 1844, sans toutefois divorcer. Le 15 octobre, les modalités de la séparation sont enregistrées chez un avoué : Dumas doit verser une pension mensuelle de 10 000 francs, sa fille restant à la charge d'Ida Ferrier. Elles continuent de vivre ensemble jusqu'en 1847.  
En 1860, Belle Kreilssamner est rentière et établie rue de Clichy avec sa fille Marie Adèle, lorsque cette dernière se marie avec un architecte.  

### Disparition
Belle Kreilssamner meurt célibataire en 1875, à son domicile du 29, avenue de Wagram. Elle est inhumée le lendemain dans le carré israélite de la 3e division du cimetière du Montparnasse, aux côtés de sa sœur Marie morte en 1866,.

## Dans la culture
- En 1832, Alexandre Dumas publie dans La France littéraire un long poème intitulé À toi, dédié à Belle Kreilssamner[19].

## Sources
- André Maurel, Les Trois Dumas : le général Dumas, Alexandre Dumas, père, Alexandre Dumas, fils, Paris, La Librairie illustrée, 1896 (lire en ligne)
- L'Intermédiaire des chercheurs et curieux, Paris, Duprat, 1907 (lire en ligne), « Mlle Ida Ferrier », p. 27-28
- André Maurois, Les Trois Dumas, Paris, Hachette, 1957 (traduction anglaise en ligne [lire en ligne][37])
- Alain Decaux, Dictionnaire amoureux de Alexandre Dumas, Plon, coll. « Dictionnaire amoureux », 2010 (ISBN 978-2-259-21105-5)
- Claude Schopp et Sylvain Ledda, Les Dumas : Bâtards magnifiques, La Librairie Vuibert, 30 mai 2018 (ISBN 978-2-311-10253-6)

## Archives
- 8 pièces. Mlle Mélanie Serre (ordre de débuts). 1827-1830, Comédie-Française, Archives de la Maison du Roi : intendance des Théâtres royaux et du Matériel des fêtes et cérémonies, École royale de musique et de déclamation (cote O/3/1599-O/3/1870, dossier 46), Archives nationales[18]
- Papiers des Dumas. VI, correspondance d'Alexandre Dumas père, lettres à lui adressées : Belle Krelsamer, dite Mélanie Serres [sic], Bibliothèque nationale de France, Département des manuscrits (cote NAF 24641, division F. 376-377)[38]